# Eretan Kulon
Eretan Kulon is een bestuurslaag in het regentschap Indramayu van de provincie West-Java, Indonesië. Eretan Kulon telt 9856 inwoners (volkstelling 2010).